# Erewash
Erewash è un distretto con status di borough del Derbyshire, Inghilterra, Regno Unito, con sede a Ilkeston.
Il distretto fu creato con il Local Government Act 1972, il 1º aprile 1974 dalla fusione del borough di Ilkeston con il distretto urbano di Long Eaton e con il distretto rurale del South East Derbyshire.

## Parrocchie civili
Le parrocchie del distretto, che non coprono Ilkeston, Sandiacre e Long Eaton, sono:
- Breadsall
- Breaston
- Dale Abbey
- Draycott and Church Wilne
- Hopwell
- Little Eaton
- Morley
- Ockbrook and Borrowash
- Risley
- Sandiacre
- Sawley
- Stanley and Stanley Common
- Stanton by Dale
- West Hallam